# Enzo Bruno
Enzo Alejandro Bruno (n. 19 martie 1987, San Ignacio, Argentina) este un fotbalist argentinian care evoluează în prezent la Crucero del Norte. De-a lungul carierei a mai evoluat la Independiente dar și la Unirea Alba Iulia.